# 86th Street (métro de New York)
Pour les articles homonymes, voir 86th Street.
86th Street est une station souterraine express du métro de New York située dans l'Upper East Side, à Manhattan. Elle est située sur l'une des lignes (au sens de tronçons du réseau) les plus fréquentées, l'IRT Lexington Avenue Line (métros verts) issue du réseau de l'ancienne Interborough Rapid Transit Company (IRT). Sur la base des chiffres 2012, la station était la 9e plus fréquentée du réseau.
Au total, quatre services y circulent :
- les métros 4 et 6 y transitent 24/7 ;
- les métros 5 y circulent tout le temps sauf la nuit (late nights) ;
- la desserte <6> y passe en semaine durant les heures de pointe dans la direction la plus encombrée.